# پیسونیانو
پیسونیانو (به ایتالیایی: Pisoniano) یک کومونه در ایتالیا است که در استان رم واقع شده‌است.

## خصوصیات
پیسونیانو ۱۳٫۲ کیلومترمربع مساحت و ۸۲۹ نفر جمعیت دارد و ۵۳۲ متر بالاتر از سطح دریا واقع شده‌است.

## خواهرخوانده
شهر Sannat خواهرخواندهٔ پیسونیانو هست.